# خوسيه فيزكارا
خوسيه فيزكارا (بالإسبانية: José Vizcarra)‏ هو لاعب كرة قدم أرجنتيني في مركز الهجوم، ولد في 8 أغسطس 1984 في روساريو في الأرجنتين. لعب مع إل. دي. يو. كيتو وجيمناسيا لابلاتا وديبورتيفو تاشيرا وروزاريو سنترال وزاكاتيبيك وسان مارتين دي سان خوان ونادي أمريكا.

## وصلات خارجية
- خوسيه فيزكارا على موقع قاعدة بيانات كرة القدم.إي يو (الإنجليزية)
- خوسيه فيزكارا على موقع Soccerway.com (الإنجليزية)